# Aquilegia saximontana
Aquilegia saximontana là một loài thực vật có hoa trong họ Mao lương. Loài này được Rydb. mô tả khoa học đầu tiên năm 1895.

## Hình ảnh

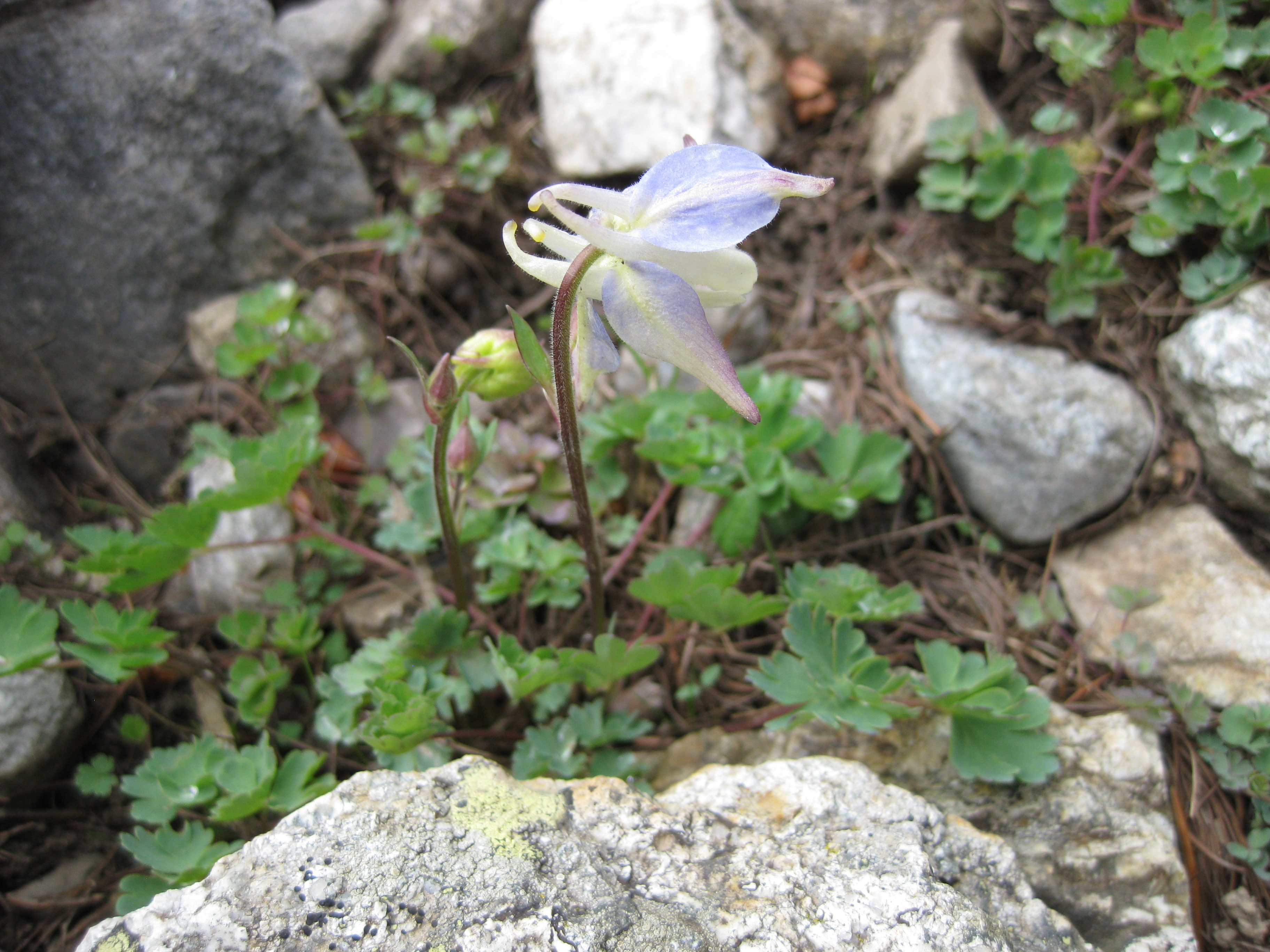